# Albert Debarge
Albert Debarge es un deportista danés que compitió en vela en la clase Star. Ganó una medalla en el Campeonato Mundial de Star de 1957 y tres medallas en el Campeonato Europeo de Star entre los años 1958 y 1961.

## Palmarés internacional
| Campeonato Mundial | Campeonato Mundial | Campeonato Mundial | Campeonato Mundial |
| Año                | Lugar              | Medalla            | Clase              |
| ------------------ | ------------------ | ------------------ | ------------------ |
| 1957               | La Habana (Cuba)   | Medalla de plata   | Star               |
| Campeonato Europeo |                    |                    |                    |
| Año                | Lugar              | Medalla            | Clase              |
| 1958               | ND                 | Medalla de plata   | Star               |
| 1960               | Bendor (Francia)   | Medalla de bronce  | Star               |
| 1961               | Kiel (RFA)         | Medalla de oro     | Star               |